# Koyuki Miyazaki
Koyuki Miyazaki (宮﨑 小雪, Miyazaki Koyuki; 5 de febrero de 2003) es una peleadora de kickboxer japonesa que actualmente compite en la categoría de peso átomo de RISE. Es la ex campeona de peso átomo de RISE.

## Carrera de Kickboxing

### Carrera temprana
Miyazaki enfrentó a Kira Matsutani en RISE GIRLS POWER el 8 de noviembre de 2019. Terminó en empate la pelea por decisión dividida.
Miyazaki enfrentó a Karen en KNOCK OUT CHAMPIONSHIP 2 el 13 de septiembre de 2020. Ganó la pelea por decisión unánime.
Miyazaki enfrentó a Ayaka en RISE DEAD OR ALIVE 2020 Osaka el 1 de noviembre de 2020. Perdió la pelea por decisión unánime.

### RISE
En RISE 147, llevado a cabo el 28 de marzo de 2021, Miyazaki desafió a Momi por el título de RISE de peso átomo. Ganó la pelea por decisión mayoritaria.
Miyazaki enfrentó a Saya Ito en RISE GIRLS POWER 5 el 12 de septiembre de 2021. Ganó la pelea por decisión mayoritaria después de la prórroga.
Miyazaki enfrentó a Momoka en RISE 155 el 23 de febrero de 2022. Ganó la pelea por decisión unánime.
Miyazaki enfrentó a Arina Kobayashi en RISE 158 el 29 de mayo de 2022. Ganó la pelea por decisión unánime e hizo la primera defensa titular de su título de RISE de peso átomo.
Miyazaki enfrentó a Petlookaon Sarigym en RISE World Series 2022 el 15 de octubre de 2022. Ganó la pelea por decisión unánime.
Miyazaki enfrentó a MISAKI en RISE WORLD SERIES / SHOOTBOXING-KINGS el 25 de diciembre de 2022. Ganó la pelea por decisión mayoritaria.
Miyazaki enfrentó a Byun Bo-Kyeong en RISE EL DORADO 2023 el 26 de marzo de 2023. Ganó la pelea por nocaut en el tercer asalto y fue la primera victoria por nocaut.
Miyazaki enfrentó a Jumliat SuratThaniRajanhat en RISE World Series 2023 - 2nd Round el 26 de agosto de 2023. Ganó la pelea por nocaut en el primer asalto.
Miyazaki enfrentó a Mongkutpetch Khaolakmuaythai en RISE WORLD SERIES 2023 Final Round el 16 de diciembre de 2023. Ganó la pelea por decisión unánime.
Miyazaki enfrentó a Miyuu Sugawara en K-1 World MAX 2024 - World Tournament Opening Round el 20 de marzo de 2024. Ganó la pelea por decisión unánime después de la prórroga.
Miyazaki enfrentó a Samson C2M Muaythai＆Fitness en RISE 180 el 26 de julio de 2024. Ganó la pelea por nocaut técnico en el segundo asalto.
Miyazaki enfrentó a Tan Xuan Yun en RISE 184 el 15 de diciembre de 2024. Ganó la pelea por nocaut en el segundo asalto.
El 30 de marzo de 2025, Miyazaki devolvió el título, ya que iba a estudiar en el extranjero en Filipinas.

## Campeonatos y logros

### Kickboxing
Professional
- RISE
  - Ganador del Torneo de RISE Next Challenger de 2021
  - Campeonato de peso átomo de RISE 
    - Una defensa titular exitosa

Amateur
- RISE
  - Ganador del Torneo de RISE NOVA All Japan -47 kg de 2019[30]

Premios
- eFight.jp
  - Peleador del Mes (marzo de 2021)[31]

## Récord en Kickboxing
| Récord en Kickboxing                          | Récord en Kickboxing | Récord en Kickboxing         | Récord en Kickboxing                                      | Récord en Kickboxing | Récord en Kickboxing               | Récord en Kickboxing | Récord en Kickboxing |
| --------------------------------------------- | -------------------- | ---------------------------- | --------------------------------------------------------- | -------------------- | ---------------------------------- | -------------------- | -------------------- |
| 16 Victorias, 1 Derrota, 1 Empate             |                      |                              |                                                           |                      |                                    |                      |                      |
| Fecha                                         | Resultado            | Oponente                     | Evento                                                    | Localización         | Método                             | Ronda                | Tiempo               |
| 2024-12-15                                    | Victoria             | Tan Xuan Yun                 | RISE 184                                                  | Tokio, Japan         | KO (Left high kick)                | 2                    | 2:58                 |
| 2024-07-26                                    | Victoria             | Samson C2M Muaythai＆Fitness | RISE 180                                                  | Tokio, Japón         | TKO (Referee stoppage)             | 2                    | 2:17                 |
| 2023-12-16                                    | Victoria             | Mongkutpetch Khaolakmuaythai | RISE World Series 2023 - Final Round                      | Tokio, Japón         | Decisión (Unánime)                 | 3                    | 3:00                 |
| 2024-03-20                                    | Victoria             | Miyuu Sugawara               | K-1 World MAX 2024 - World Tournament Opening Round       | Tokio, Japón         | Ext.R Decisión (Unánime)           | 4                    | 3:00                 |
| 2023-12-16                                    | Victoria             | Mongkutpetch Khaolakmuaythai | RISE World Series 2023 - Final Round                      | Tokio, Japón         | Decisión (Unánime)                 | 3                    | 3:00                 |
| 2023-08-26                                    | Victoria             | Jumliat SuratThaniRajanhat   | RISE World Series 2023 - 2nd Round                        | Tokio, Japón         | KO (Gancho de Izquierda al Cuerpo) | 1                    | 3:00                 |
| 2023-03-26                                    | Victoria             | Byun Bo-Kyeong               | RISE ELDORADO 2023                                        | Tokio, Japón         | KO (Izquierda Recta)               | 3                    | 1:50                 |
| 2022-12-25                                    | Victoria             | MISAKI                       | RISE WORLD SERIES / SHOOTBOXING-KINGS 2022                | Tokio, Japón         | Decisión (Mayoritaria)             | 3                    | 3:00                 |
| 2022-10-15                                    | Victoria             | Petlookaon Sarigym           | RISE WORLD SERIES 2022                                    | Tokio, Japón         | Decisión (Unánime)                 | 3                    | 3:00                 |
| 2022-05-29                                    | Victoria             | Arina Kobayashi              | RISE 158                                                  | Tokio, Japón         | Decisión (Unánime)                 | 5                    | 3:00                 |
| Defendió el Campeonato de peso átomo de RISE. |                      |                              |                                                           |                      |                                    |                      |                      |
| 2022-02-23                                    | Victoria             | Momoka                       | RISE 155                                                  | Tokio, Japón         | Decisión (Unánime)                 | 3                    | 3:00                 |
| 2021-09-12                                    | Victoria             | Saya Ito                     | RISE GIRLS POWER 5                                        | Tokio, Japón         | Ext.R Decisión (Mayoritaria)       | 4                    | 3:00                 |
| 2021-03-28                                    | Victoria             | Momi                         | RISE 147                                                  | Tokio, Japón         | Decisión (Mayoritaria)             | 5                    | 3:00                 |
| Ganó el Campeonato de peso átomo de RISE.     |                      |                              |                                                           |                      |                                    |                      |                      |
| 2021-01-17                                    | Victoria             | Arina Kobayashi              | RISE Girls Power 4, Next Challenger Tournament Final      | Tokio, Japón         | Decisión (Unánime)                 | 3                    | 3:00                 |
| 2021-01-17                                    | Victoria             | Reina Sato                   | RISE Girls Power 4, Next Challenger Tournament Semi Final | Tokio, Japón         | Decisión (Unánime)                 | 3                    | 3:00                 |
| 2020-11-01                                    | Derrota              | Ayaka                        | RISE DEAD OR ALIVE 2020 Osaka                             | Osaka, Japón         | Decisión (Unánime)                 | 3                    | 3:00                 |
| 2020-10-11                                    | Victoria             | Arina Kobayashi              | RISE DEAD OR ALIVE 2020 Yokohama                          | Yokohama, Japón      | Decisión (Unánime)                 | 3                    | 3:00                 |
| 2020-09-13                                    | Victoria             | Karen                        | KNOCK OUT CHAMPIONSHIP 2                                  | Tokio, Japón         | Decisión (Unánime)                 | 3                    | 3:00                 |
| 2019-11-08                                    | Empate               | Kira Matsutani               | RISE GIRLS POWER                                          | Tokio, Japón         | Decisión (Dividida)                | 3                    | 3:00                 |